# Dieter Kosslick

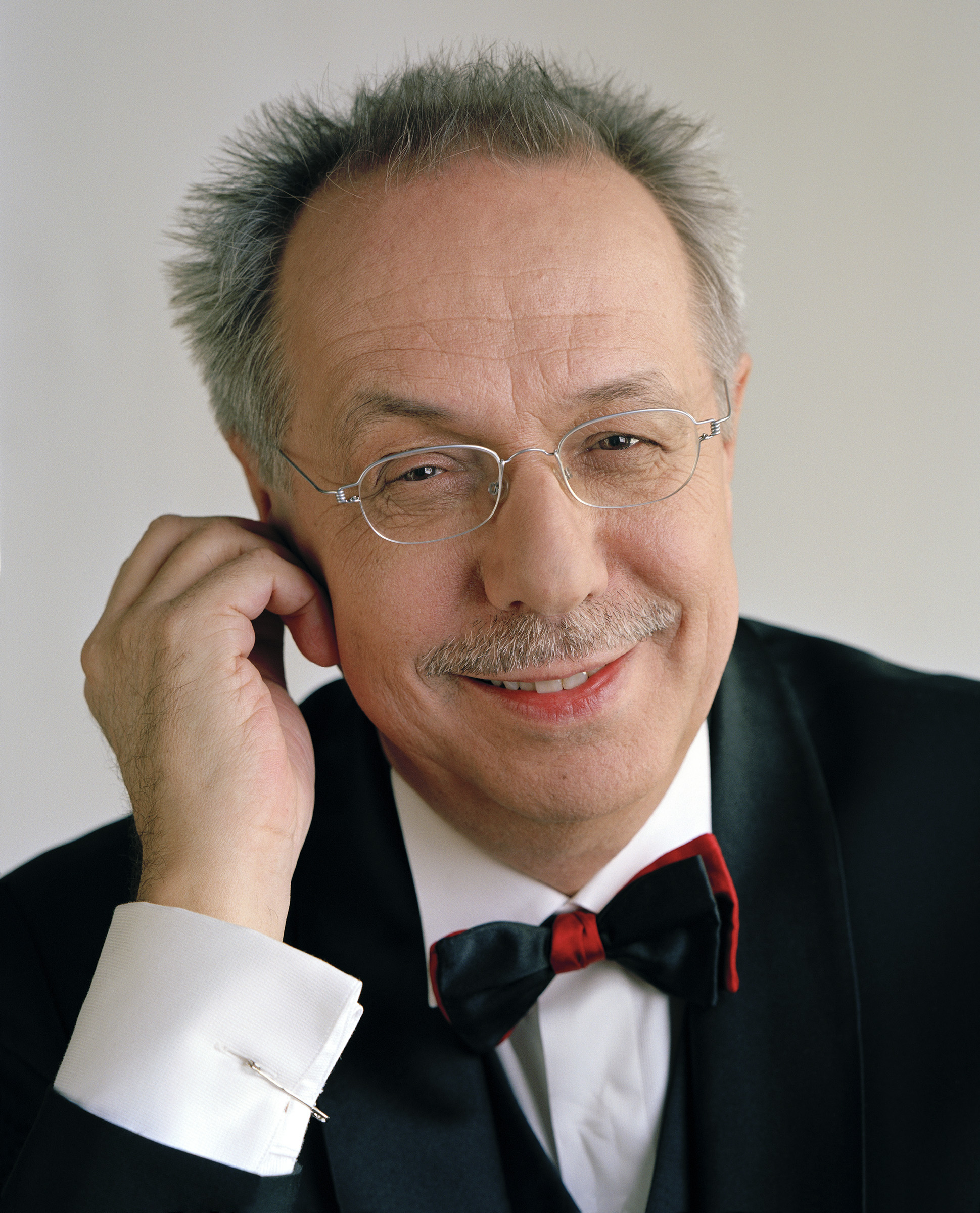
Dieter Kosslick fotografiert von Oliver Mark, Berlin 2008

Dieter Kosslick (* 30. Mai 1948 in Pforzheim) ist ein deutscher Kulturmanager. Von 2001 bis 2019 war er der Direktor der Internationalen Filmfestspiele Berlin.

## Leben
Geboren 1948 in Pforzheim und aufgewachsen in Ispringen, studierte Kosslick an der Ludwig-Maximilians-Universität München Kommunikationswissenschaften, Politik und Pädagogik. Nach dem Magisterexamen blieb er zunächst als wissenschaftlicher Mitarbeiter an der Hochschule, ehe er 1979 nach Hamburg zog, um dort als Persönlicher Referent, Redenschreiber und Büroleiter des Ersten Bürgermeisters Hans-Ulrich Klose und später als Pressesprecher der Leitstelle für die „Gleichstellung der Frau“ zu arbeiten.
Von dort wechselte Kosslick 1982 als Kultur-Redakteur zur weit links stehenden Zeitschrift konkret. 1983 begann er seine Tätigkeit in der Filmförderung, zunächst als Geschäftsführer der kulturellen Filmförderung Hamburg (Hamburger Filmbüro). 1986 gründete er dort das Europäische Low Budget Forum mit dem „Kino auf der Alster“. 1988 wurde er Geschäftsführer der wirtschaftlichen Filmförderung der Hansestadt (Film Fonds Hamburg). Im selben Jahr wurde er als Mitbegründer von EFDO (European Film Distribution Office) Präsident dieser ersten europäischen Verleih-Organisation des späteren MEDIA-Programms der Europäischen Union – ein Amt, das er neben seiner Managertätigkeit bis zur Auflösung von EFDO 1996 innehatte.
1992 holten das Land Nordrhein-Westfalen und der WDR Dieter Kosslick an den Rhein als Geschäftsführer der gerade ein Jahr alten Filmstiftung NRW in Düsseldorf. In den neun Jahren seiner Arbeit an Rhein und Ruhr wurde Nordrhein-Westfalen Spitzenreiter der deutschen Filmstandorte und hat sich auch international als bedeutendes Filmland etabliert. Im Jahr 2000 wurde Dieter Kosslick vom Land Berlin und der Bundesregierung berufen, die Leitung der Internationalen Filmfestspiele Berlin („Berlinale“) zu übernehmen. Am 1. Mai 2001 nahm er seine Arbeit als Berlinale-Direktor auf. Letztmals wurde sein Vertrag 2014 um fünf weitere Jahre bis 2019 verlängert.
Er war Vizepräsident der Europäischen Filmakademie EFA, die alljährlich den Europäischen Filmpreis vergibt, Mitglied im Verwaltungsrat der Filmförderungsanstalt in Berlin und Vorstandsmitglied im European Film College in Ebeltoft, Mitglied im ZDF-Fernsehrat und Gründungsgeschäftsführer und heutiger Kuratoriumsvorsitzender der internationalen Filmschule Köln.
Kosslick engagierte sich als Stadtpate für Pforzheimer helfen Afrika im Rahmen des Hilfsprojektes Wir helfen Afrika zur Fußballweltmeisterschaft 2010 in Südafrika. Im September 2012 übernahm er außerdem die Schirmherrschaft über den Pforzheimer Verein Active Aid in Africa e. V., der ein Wiederaufforstungsprojekt im Süden Malawis betreibt.

Im Oktober 2016 übernahm Kosslick eine fünfjährige Bürgschaft für die legale Einreise eines syrischen Kriegsflüchtlings im Rahmen der Initiative der Flüchtlingspaten Syrien.

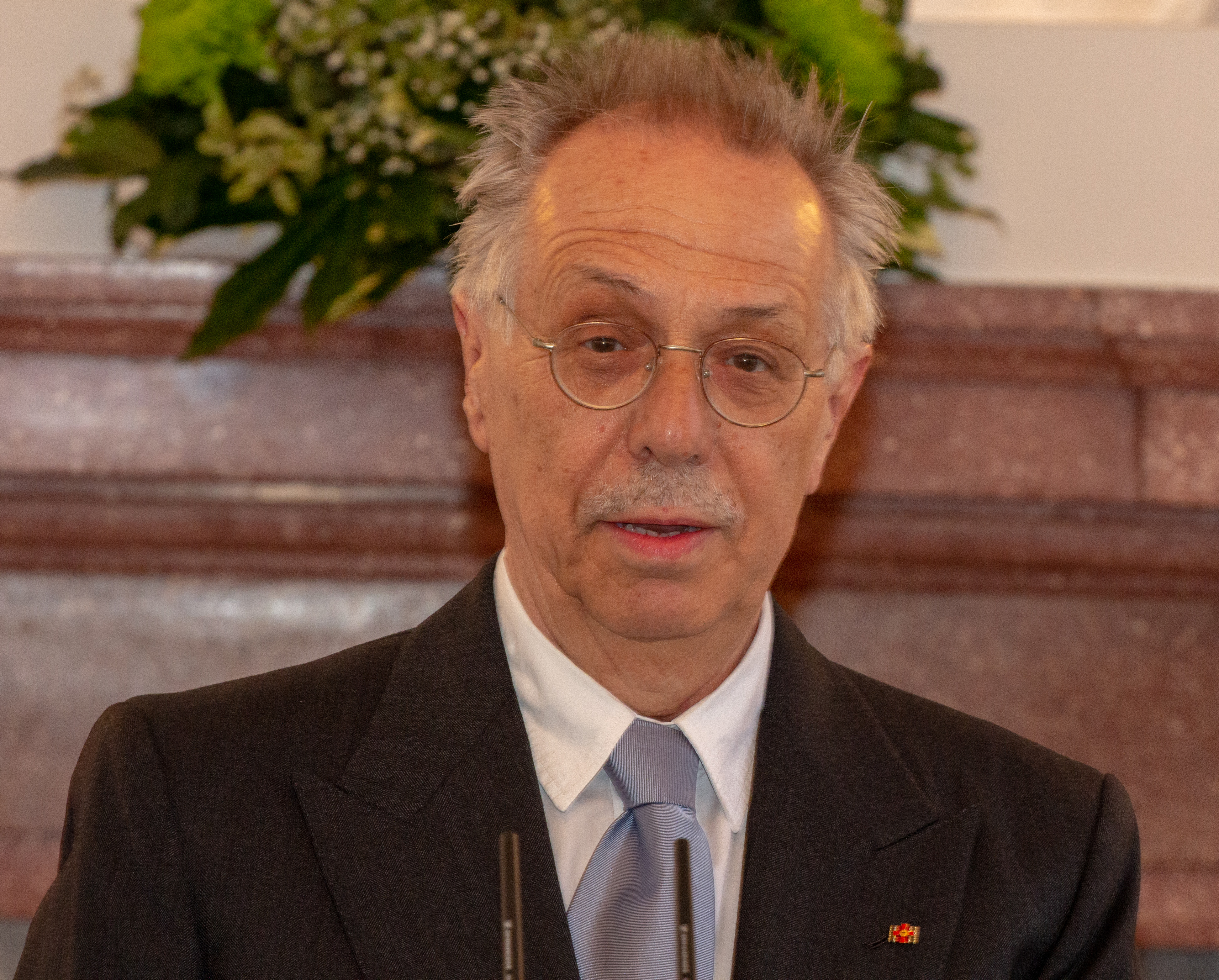
Dieter Kosslick (2019)

Kosslick ist seit 2019 Juryvorsitzender des Carl Laemmle Produzentenpreises, mit dem jährlich das Lebenswerk einer herausragenden Produzentenpersönlichkeit ausgezeichnet wird.
Am 2. Februar 2021 erschien die Autobiografie Immer auf dem Teppich bleiben. In Bezug auf die Corona-Pandemie 2020/2021 und den dadurch bedrohten Fortbestand der Kinokultur erklärte Kosslick im Februar 2021 in einem Interview anlässlich der Veröffentlichung seiner Autobiografie in der Fernsehsendung 3sat Kulturzeit: „Ich glaube, dass das Kino seine Kraft behalten wird und das Kino mit großer Wucht zurückkommt. Der James-Bond-Film, der verschoben worden ist auf Herbst, heißt Keine Zeit zu sterben. Ich hoffe wirklich, dass diese Zeit, die so schwierig ist für die Kinos, keine Zeit zu sterben für die Kinos sein wird.“

## Veröffentlichungen
- Mit Peter Körte: Das Buch Bagel. Ein Gebäck rollt um die Welt. Fischer-Taschenbuch-Verlag, Frankfurt am Main 2000, ISBN 978-3-596-14748-9.
- Immer auf dem Teppich bleiben. Hoffmann und Campe, Hamburg 2021, ISBN 978-3-455-00360-4.

## Auszeichnungen und Ehrungen
- Mitglied der deutsch-französischen Filmakademie
- Chevalier de l’Ordre des Arts et des Lettres
- 2001: Goldene-Leinwand-Ehrennadel des Hauptverband der deutschen Filmtheater
- 2005: Bundesverdienstkreuz am Bande[6]
- 2006: Chevalier dans l’Ordre national de la Légion d’Honneur auf Vorschlag des französischen Staatspräsidenten
- 2006: Eckart-Witzigmann-Preis für die Initiative, Film, Kochkunst und Ernährungspolitik zu verknüpfen
- 2006: Preis der Schwarzkopf-Stiftung Junges Europa[7]
- 2007: Helmut-Käutner-Preis der Stadt Düsseldorf
- 2011: Berliner Bär (B.Z.-Kulturpreis)
- 2011: Verdienstorden des Landes Berlin
- 2011: Herbert-Strate-Preis
- 2017: Verdienstorden des Landes Baden-Württemberg
- 2018: First Steps – Ehrenpreis[8]
- 2019: Ehrenmitglied der Allianz Deutscher Produzenten – Film & Fernsehen
- 2019: Commandeur des Arts et Lettres[9]
- 2019: Bundesverdienstkreuz 1. Klasse[10][11]
- 2023: Verdienstorden des Landes Nordrhein-Westfalen[12]